# Чекірда Віктор Оникійович
Не плутати з іншими отаманами, що носили псевдо Чорний Ворон
Чекірда́ Ві́ктор (псевдонім Чорний Ворон, * 11 листопада 1894, с. Іванківці, Проскурівський повіт, Подільська губернія, тепер Хмельницька область — + після 1964) — військовий діяч часів УНР, повстанський отаман.

## Біографічні відомості
Народився в родині селян Оникія та Єфросинії.
1911 — закінчив 6 класів Проскурівської міської школи.
1913 — здав екстерном екзамен в реальній школі ще за два роки.
Працював урядовцем у казенній палаті Кам'янця-Подільського.
На початку 1915 р. Віктора Чекірду мобілізували до війська. Після закінчення Першої київської школи прапорщиків виїхав на фронт.
1917 — брав активну участь в українізації частин російської армії.
Служив в лавах Армії УНР. Є лицарем 3 українських орденів: Залізного хреста, Хреста Симона Петлюри та Воєнного хреста.
Учасник Першого зимового походу Армії УНР.
Листопад 1920 — після Ризького миру повертається на Поділля, як отаман «Чорний Ворон» веде боротьбу з більшовиками.
Організовує українське національне запілля на Поділлі. Контактував із Повстансько-партизанським штабом Юрка Тютюнника, який займався підготовкою повстання в Україні.
Неодноразово переходив радянсько-польський кордон, координував перемовини Уряду УНР з повстанськими отаманами та українським підпіллям. Передав особисто в руки секретний пакет комдиву 41-ї радянської дивізії Володимиру Стойкіну, який контактував зі штабом української армії.
Легалізувався під різними прізвищами, на різних посадах. Працював заступником заготівельного відділу в Томашполі Ямпільського повіту, потім
«начальником міліції на 4 волості», але відчувши пильну уваги ЧК, мусив залишити службу. Знову під іншим прізвищем влаштувався на цукроварню.
Партизанський загін Чорного Ворона був непостійним, козаки збиралися лише на акції. Нальоти здійснювали вночі, атакували переважно відділки ЧК, нищачи ворога, документацію та майно. Випускали політв'язнів. Вів розвідувальну діяльність.
В листопаді 1921 року Віктор Чекірда виїхав до Польщі зі звітом до українських військових інституцій.
В березні 1922 року — повернувся на підрадянську Україну. Продовжував «відплатні акції» — напади на підрозділи ЧК, каральні батальйони, тюрьми на Поділлі.
Для знищення Чорного Ворона було вислано «цілий радянський каральний полк». В бою біля с. Івонівки, що неподалік Яруги на Дністрі, його загін розгромив полк чекістів. Але під час бою отамана поранили.
Був змушений перебратися до Польщі. З таборів для інтернованих хотів знову вирушити до України, але більшовики до того часу вже майже знищили національний збройний опір на своїй території. Крім того, керівництво УНР в екзилі вже не бачило реальних можливостей організувати нове повстання.
Переїхав до Чехії.
1924 — поступив до Української господарської академії в Подєбрадах на економічно-кооперативний відділ. Але через хвороби, набуті під час збройної боротьби, 4 липня 1925 року вимушений був залишити навчання.
Пізніше студіював у господарчій школі в Рожнові (Чехословаччина).
Після Другої світової війни був в Німеччині. Потім 13 років жив у Парагваї, де створив молочну ферму.
Згодом виїхав до США. Співпрацював із журналом «Дороговказ» (Торонто) — органом вояцької думки і чину, до редакції якого надіслав чимало спогадів про свою партизанську діяльність.
У листопаді 1964 році редакція «Дороговказу» привітала сотника Армії УНР Віктора Чекірду з 70-літтям та надрукувала невеликий фрагмент одного з його спогадів.
Подальша доля невідома.